# Коваленко Костянтин Анатолійович
Костянтин Анатолійович Коваленко (рос. Константин Анатольевич Коваленко; народ. 23 листопада 1989, Київ) — український журналіст і громадський діяч, автор журналістських розслідувань. У 2012 році був викрадений у м. Бердичів за розголошення факту підкупу виборців..

## Біографія
Народився 23 листопада 1989 року у місті Київ. У 2007 році закінчив школу-ліцей № 240 в Оболонському районі. Онук Героя Радянського Союзу Цибульського Миколи Степановича. У 2011 році закінчив Київський національний університет імені Тараса Шевченка за спеціальністю журналістика. Також заочно закінчив Київський Університет права при Національній Академії Наук України, спеціальність правознавство. Член міжнародної молодіжної організації AIESEC.

Кар'єру журналіста почав з 2006 року в газеті «Український футбол». З 2008 року журналіст відділу новин телеканалу Перший Національний, журналіст медіа-групи ГолосUA. З 2013 року журналіст УНН та УНІАН.

Активний учасник засідань Київради. Критикував діяльність Леоніда Чернівецького і його команди на посаді Київського міського голови.

## Скандал з викраденням
Під час парламентських виборів 2012 року Коваленко проводив розслідування у 63 виборчому окрузі з центром у м. Бердичів (Житомирська область). Виявив і зафіксував факт масового підкупу виборців кандидатом на пост Народного депутата України Миколою Миколаєвичем Петренко (на той момент радник Прем'єр-міністра України). У ніч на 16 жовтня журналіст був викрадений та побитий невідомими. Після спроби розголошення інформації у ЗМІ Костянтин Коваленко піддався другому нападу невідомих прямо на вулиці. Після того, як факт підкупу виборців і побиття журналіста набрав розголосу в ЗМІ, на сайті КМУ 19 жовтня з'явилось розпорядження на той час Прем'єр-міністра України Миколи Азарова про звільнення Петренко з посади радника з питань АПК, підписане 15 жовтня (за 1 день до викрадення журналіста). Сам Петренко факт своєї причетності до побиття коментувати відмовився.